# Lasermannen (TV-serie)
Lasermannen är en svensk dramaserie som sändes i Sveriges Television under perioden 23 november – 7 december 2005.
Serien bestod av tre avsnitt à 90 minuter. Den regisserades av Mikael Marcimain och vann 2006 TV-priset Kristallen för bästa drama. Den svenska kriminologen och författaren Leif G.W. Persson har kallat serien "den bästa polisfilmen som producerats i Sverige".
I serien skildras händelserna under hösten och vintern 1991–92 när John Ausonius (spelad av David Dencik) sköt sammanlagt elva personer med invandrarbakgrund. Serien följer dels Ausonius under utförandet av dåden, dels polisens spaningsarbete. Serien ger även inblick i Ausonius tidigare liv, från gymnasieåldern och framåt.
Serien bygger i princip på Gellert Tamas bok Lasermannen – En berättelse om Sverige, där man får följa Ausonius' bakgrund, polisarbetet och morden, och det politiska läget i Sverige.

## Rollista (i urval)
- David Dencik – John Ausonius/Wolfgang Werfel/John Stannerman/Lasermannen
- Sten Ljunggren – Lennart Thorin
- Sten Johan Hedman – Thorstensson
- Amanda Ooms – Ilse
- Mathias Lithner – Gustav
- Ralph Carlsson – Stefan Bergqvist
- Kenneth Milldoff – Lars-Erik Forss
- Alexander Karim – David Beraki
- Baker Karim – Bruck
- Mikael Wranell – Alexander
- Mona-Lis Hässelbäck – Nyvaken dam
- Lars Hansson – Volvoförare
- Mats Blomgren – Ulf Sjöberg
- Claes Hartelius – Funcke
- Karin Knutsson – Dagisfröken
- Filip Berg – Magnus
- Ashraf Ashkar – Sharam Khosravi
- Ulf Friberg – Ulf Åsgård
- Sten Elfström – Läkare 1
- Eva Fritjofson – Läkare 2
- Sverrir Gudnason – Ralf
- Cecilia Hjalmarsson Milldoff – Psykiatriker
- Viktor Friberg – Biografvaktmästaren
- Khaled Habib el-Kebich – Dimitropolos
- Amir Chamdin – Heberson da Costa
- Lisa Edman – Kvinnligt vittne
- Anders Palm – Högman
- Peter Edding – Eriksson
- Sven Ahlström – Eiler Augustsson
- Örjan Landström – Börje Sehlstedt
- Harald Lönnbro – Stefan Riesling
- Emelie Rosenqvist – Ingela
- Malin Crépin – Annika
- Anders Beckman – Psykiatriker
- Ala Poorghobad – Sam Radman
- Andreas Kundler – Bengt Lindenborg
- Simon Mezher – Sam Radmans bror
- Leila Haji – Sam Radmans syster
- Maria Sundbom – Sam Radmans fru
- Rasmus Troedsson – Sonny Björk
- Stefan Gödicke – Borg
- Björn Andrésen – Nilsson
- Rafael Pettersson – Biluthyrare
- Gorki Glaser-Müller – Erik Bongcam
- Ulrika Hansson – Ulrika
- Gustav Levin – Polis i Uppsala
- Richard Kaigoma Sseruwagi – Charles
- Leif André – Tommy Lindström
- Per Sandberg – Tuve
- Per Morberg – Intern på Kumla
- Rolle Lindgren – Fångvaktare
- Jens Hultén – Byggnadsarbetare